# شنگ (جماعت)
شِنگ جماعت و شهرکی در شمال غربی تاجیکستان است که در ناحیهٔ پنجکنت ولایت سغد قرار دارد. جمعیت این جماعت ۹٬۵۹۵ نفر است.